# Stade du 20-Août-1955 (Bordj Bou Arreridj)
Pour les articles homonymes, voir Stade du 20-Août-1955.
Le Stade du 20-Août-1955 (en arabe : ملعب 20 أغسطس 1955) est un stade de football situé dans la ville de Bordj-Bou-Arreridj en Algérie.
Il est le stade de compétition du club local : le CA Bordj Bou Arreridj.

## Histoire
Le nouveau stade de Bordj Bou Arréridj été inauguré le jeudi 26 novembre 1998 à l'occasion du match entre le CABBA et la JSK (0-0) comptant pour la dixième journée du championnat national algérien de la saison: 1998-1999 ( Poule Centre-est ) .
En 2009 la construction de la tribune sud est entamée et achevée en 2019.